# Bahnstrecke Van Buren–Saint Francis
| Streckenlänge: | 98,8 km                                                                               |                                           |                                           |
| Spurweite: | 1435 mm (Normalspur)                                                                  |                                           |                                           |
| Zweigleisigkeit: | –                                                                                     |                                           |                                           |
| |                                                                                       |                                           |                                           |
| Gesellschaft: | Van Buren–Madawaska: EMRY Madawaska–Fort Kent: MNR Fort Kent–St. Francis: zuletzt BAR |                                           |                                           |
| \| \| \| von Houlton \| \| \| \| 0,0 \| Van Buren ME \| Van Buren ME \| \| \| \| nach St.-Leonard (Canadian Junction) \| \| \| \| 4,6 \| Keegan ME \| Keegan ME \| \| \| ? \| Violette ME \| Violette ME \| \| \| 12,4 \| Parent ME \| Parent ME \| \| \| 15,9 \| Notre Dame ME \| Notre Dame ME \| \| \| 20,9 \| Lille ME \| Lille ME \| \| \| 25,1 \| Grand Isle ME \| Grand Isle ME \| \| \| 32,0 \| St. David ME \| St. David ME \| \| \| 35,6 \| Fournier ME \| Fournier ME \| \| \| 38,0 \| Pelletier Siding \| Pelletier Siding \| \| \| \| Güteranschluss zur Fraser Mill \| \| \| \| 39,9 \| Madawaska ME (Eigentumsgrenze EMRY/Maine) \| Madawaska ME (Eigentumsgrenze EMRY/Maine) \| \| \| ? \| Gilman ME \| Gilman ME \| \| \| ? \| Cleveland ME \| Cleveland ME \| \| \| 52,4 \| Frenchville ME \| Frenchville ME \| \| \| ? \| Upper Frenchville ME \| Upper Frenchville ME \| \| \| 55,3 \| St. Lucie ME \| St. Lucie ME \| \| \| ? \| Robbins ME \| Robbins ME \| \| \| 71,3 \| Fort Kent ME \| Fort Kent ME \| \| \| \| nach Oakfield (Kent Junction) \| \| \| \| 74,7 \| Fort Kent ME Village \| Fort Kent ME Village \| \| \| ? \| Pierre ME \| Pierre ME \| \| \| 82,1 \| Ledges ME \| Ledges ME \| \| \| 84,1 \| Wheelock ME \| Wheelock ME \| \| \| 91,1 \| St. John ME \| St. John ME \| \| \| 98,8 \| St. Francis ME \| St. Francis ME \| |                                                                                       |                                           |                                           |
| Strecke (außer Betrieb) |                                                                                       | von Houlton                               | von Houlton                               |
| Betriebs-/Güterbahnhof Strecke bis hier außer Betrieb | 0,0                                                                                   | Van Buren ME                              | Van Buren ME                              |
| Abzweig geradeaus und nach rechts |                                                                                       | nach St.-Leonard (Canadian Junction)      | nach St.-Leonard (Canadian Junction)      |
| ehemaliger Bahnhof | 4,6                                                                                   | Keegan ME                                 | Keegan ME                                 |
| ehemaliger Haltepunkt / Haltestelle | ?                                                                                     | Violette ME                               | Violette ME                               |
| ehemaliger Bahnhof | 12,4                                                                                  | Parent ME                                 | Parent ME                                 |
| ehemaliger Bahnhof | 15,9                                                                                  | Notre Dame ME                             | Notre Dame ME                             |
| ehemaliger Bahnhof | 20,9                                                                                  | Lille ME                                  | Lille ME                                  |
| Dienststation / Betriebs- oder Güterbahnhof | 25,1                                                                                  | Grand Isle ME                             | Grand Isle ME                             |
| ehemaliger Bahnhof | 32,0                                                                                  | St. David ME                              | St. David ME                              |
| ehemaliger Haltepunkt / Haltestelle | 35,6                                                                                  | Fournier ME                               | Fournier ME                               |
| ehemaliger Dienststation / Betriebs- oder Güterbahnhof | 38,0                                                                                  | Pelletier Siding                          | Pelletier Siding                          |
| Abzweig geradeaus und nach links |                                                                                       | Güteranschluss zur Fraser Mill            | Güteranschluss zur Fraser Mill            |
| Dienststation / Betriebs- oder Güterbahnhof | 39,9                                                                                  | Madawaska ME (Eigentumsgrenze EMRY/Maine) | Madawaska ME (Eigentumsgrenze EMRY/Maine) |
| ehemaliger Haltepunkt / Haltestelle | ?                                                                                     | Gilman ME                                 | Gilman ME                                 |
| ehemaliger Haltepunkt / Haltestelle | ?                                                                                     | Cleveland ME                              | Cleveland ME                              |
| Dienststation / Betriebs- oder Güterbahnhof | 52,4                                                                                  | Frenchville ME                            | Frenchville ME                            |
| ehemaliger Haltepunkt / Haltestelle | ?                                                                                     | Upper Frenchville ME                      | Upper Frenchville ME                      |
| ehemaliger Bahnhof | 55,3                                                                                  | St. Lucie ME                              | St. Lucie ME                              |
| ehemaliger Haltepunkt / Haltestelle | ?                                                                                     | Robbins ME                                | Robbins ME                                |
| Dienststation / Betriebs- oder Güterbahnhof | 71,3                                                                                  | Fort Kent ME                              | Fort Kent ME                              |
| Abzweig ehemals geradeaus, nach links und ehemals von links |                                                                                       | nach Oakfield (Kent Junction)             | nach Oakfield (Kent Junction)             |
| Bahnhof (Strecke außer Betrieb) | 74,7                                                                                  | Fort Kent ME Village                      | Fort Kent ME Village                      |
| Haltepunkt / Haltestelle (Strecke außer Betrieb) | ?                                                                                     | Pierre ME                                 | Pierre ME                                 |
| Bahnhof (Strecke außer Betrieb) | 82,1                                                                                  | Ledges ME                                 | Ledges ME                                 |
| Bahnhof (Strecke außer Betrieb) | 84,1                                                                                  | Wheelock ME                               | Wheelock ME                               |
| Bahnhof (Strecke außer Betrieb) | 91,1                                                                                  | St. John ME                               | St. John ME                               |
| Kopfbahnhof Streckenende (Strecke außer Betrieb) | 98,8                                                                                  | St. Francis ME                            | St. Francis ME                            |

Die Bahnstrecke Van Buren–Saint Francis ist eine Eisenbahnstrecke in Maine (Vereinigte Staaten). Sie ist rund 99 Kilometer lang und verbindet die Städte Van Buren, Fort Kent und St. Francis. Die normalspurige Strecke wird heute nur noch zwischen Van Buren und Fort Kent im Güterverkehr betrieben. Der Rest bis St. Francis ist stillgelegt. Der Abschnitt von Van Buren bis Madawaska gehört der Eastern Maine Railway, der Abschnitt von Madawaska bis Fort Kent dem Bundesstaat Maine, der sie an die Maine Northern Railway verpachtet hat. Beide Bahngesellschaften gehören der New Brunswick Southern Railway, die den Güterverkehr auf ihnen durchführt.

## Geschichte
Nachdem 1897 die Hauptstrecke der Bangor and Aroostook Railroad bis Van Buren fertiggestellt war, begannen die Planungen für den weiteren Ausbau des Netzes. Der Ashland Branch, eine Zweigstrecke, die von der Hauptstrecke nach Ashland abzweigte, wurde 1902 nach Fort Kent verlängert. Um diese beiden Endpunkte miteinander zu verbinden, sowie den Nordwesten des Bundesstaats zu erschließen, plante man eine Bahnstrecke entlang des Saint John River und Allagash River. Die Strecke sollte in Van Buren an die Hauptstrecke anschließen und über Fort Kent entlang des Allagash River und dann weiter südwärts bis Packards führen, wo sie wieder auf die BAR-Hauptstrecke treffen würde. Der Bau begann zeitgleich von Van Buren und Fort Kent aus westwärts.
Am 18. Oktober 1909 konnte der erste, 25 Kilometer lange Streckenabschnitt von Van Buren bis Grand Isle eröffnet werden. Am 6. Dezember 1909 erfolgte die Eröffnung des ersten Abschnitts der Allagash Line von Fort Kent nach St. Francis. Der Lückenschluss zwischen Grand Isle und Fort Kent erfolgte am 28. November 1910. Da die Ansiedlung am Oberlauf des Allagash River und im Seengebiet südlich davon unterblieb, wurde auch die geplante Strecke nicht weitergebaut. Die Strecke von Fort Kent nach St. Francis erhielt daraufhin die Bezeichnung St. Francis Branch.
Nachdem bereits 1948 der Personenverkehr zwischen Van Buren und Fort Kent endete, stellte die BAR diesen 1954 auch auf dem St. Francis Branch ein. Der Güterverkehr dauert an und wurde ab 2003 von der Montreal, Maine and Atlantic Railway (MMA) durchgeführt. Der Abschnitt von Fort Kent nach St. Francis wurde 1997 stillgelegt. Zum 1. Juli 2011 übernahm die Maine Northern Railway die Betriebsführung zwischen Madawaska und Fort Kent, nachdem die MMA diesen Abschnitt 2010 an den Bundesstaat Maine verkauft hatte und stilllegen wollte. Am 19. Juni 2013 kaufte die Eastern Maine Railway den Abschnitt von Van Buren bis Madawaska.

## Streckenbeschreibung
Die Strecke bildet die nördliche Fortsetzung der Bahnstrecke Brownville–Saint-Leonard, von der sie in Van Buren abzweigt. Sie verläuft am Südufer des Saint John River, der auf ganzer Streckenlänge die Staatsgrenze nach Kanada bildet, immer parallel zum U.S. Highway 1 über Grand Isle, Madawaska, Frenchville und Fort Kent nach St. Francis. In Fort Kent zweigt die Bahnstrecke Oakfield–Fort Kent ab. Bedeutende Kunstbauten gibt es auf der Strecke nicht.

## Personenverkehr
Der Personenverkehr war auf der Strecke von Anfang an spärlich. Auch zur Blütezeit der Eisenbahnen in Nordamerika verkehrte nur ein werktäglicher Personenzug auf jedem Abschnitt der Strecke. Ein Zug befuhr zunächst die Relation Squa Pan–Van Buren–Fort Kent mit Anschluss an den Zug, der von Houlton über Ashland nach St. Francis fuhr. Etwa 1930 tauschten die beiden Züge ihre südlichen Endpunkte, sodass der Zug von St. Francis nunmehr in Squa Pan endete, und der Zug über Van Buren weiter nach Houlton verkehrte. 1913 benötigte man für die Strecke von Van Buren nach Fort Kent etwa eine Stunde und 50 Minuten, 1934 etwa zehn Minuten weniger. Weitere 40 Minuten Reisezeit nahm die Strecke nach St. Francis in Anspruch.